# Serrat Estanyero
El Serrat Estanyero és una serra del terme municipal de la Guingueta d'Àneu a la comarca del Pallars Sobirà, dins del territori de l'antic municipi d'Unarre.
Arriba a una elevació màxima de 2.512,2 metres, i forma un contrafort sud-oriental de la Serra de Pilàs i de l'Estanyardo. Separa les valls del Barranc de Nyiri, a llevant, i del Torrent dels Corriols, a ponent. Als seus peus, a l'extrem sud-est, hi ha l'ermita de Sant Beado, les Bordes d'Aurós i el poble de Cerbi.